# Танцът на драконите
Тази война е измислена от Джордж Мартин в книгата му Песен за огън и лед.
През 129 г. крал Визерис I Таргариен починал след благополучно управление. Известно било желанието му да го наследи дъщеря му Ренира, въпреки че втората му жена му родила други деца, включително и момчета. Все пак след смъртта на Визерис лорд-командирът на Кралската гвардия сир Кристън Коул дава короната на най-възрастния му син Егон, наименовайки го Егон II Таргариен. Резултатът от това била опустошителна война, която продължила повече от година и домът Таргариен, царството и Кралската гвардия се сблъскали помежду си. Много малки разклонения на дома Таргариен били унищожени във войната, включително и много от драконите. Накрая Ренира Таргариен била глътната цялата от дракона на Егон. Войната продължила още малко в името на сина ѝ Егон III, до смъртта на Егон II, който не оставил наследник и така през 131 г. Егон III бил провъзгласен за крал на Вестерос.